# أنتونوف أن-14

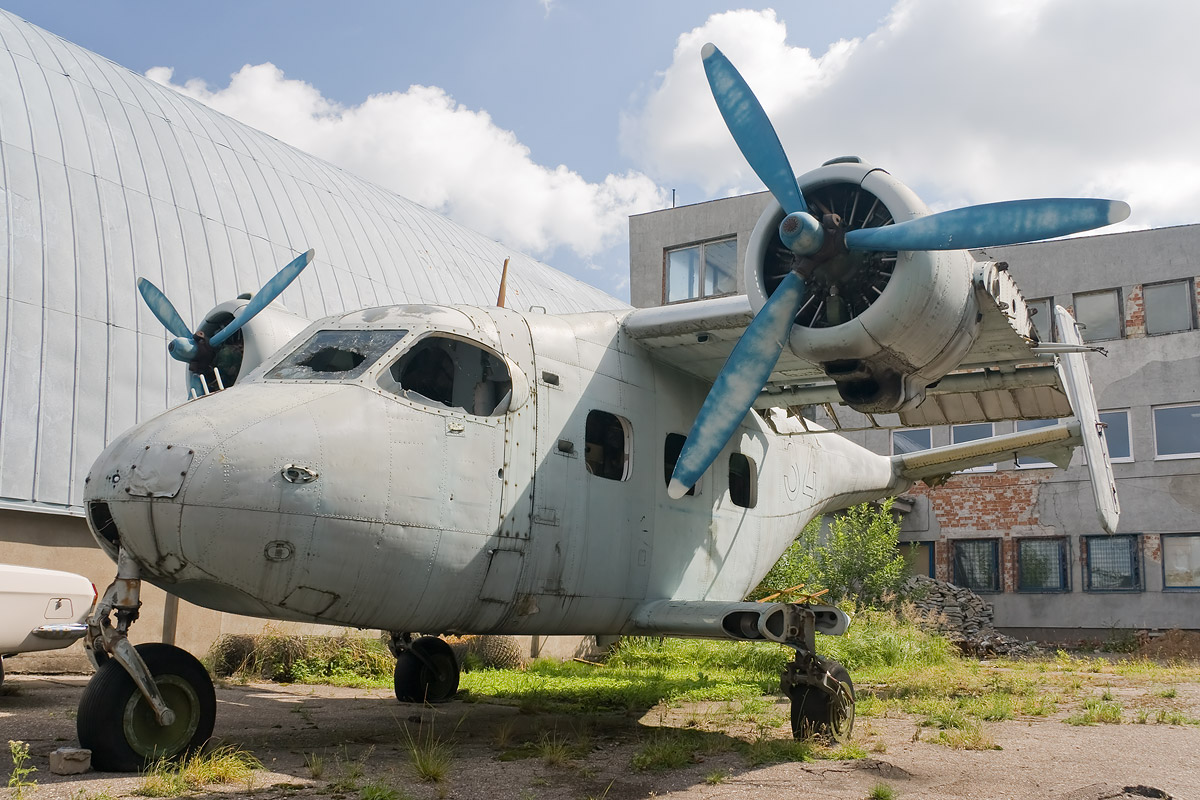
Antonov An-14A at S. Darius and S. Girėnas Airport (EYKS), Kaunas, Lithuania

أنتونوف أن-14 (بالإنجليزية: Antonov An-14 Pchelka)‏ ((بالروسية: «Пчелка»)‏ (لقب تعريف الناتو Clod) كانت طائرة مرافق من الاتحاد السوفيتي، طارت لأول مرة في 15 مارس 1958. وهي طائرة نقل حفيف، وذات إقلاع وهبوط قصير، تدفع باثنين من المحركات الشعاعية المكبسية من نوع إفتشنكو ايه أي-14 RF، قدرة كل محرك 300 حصان، وبدأ إنتاج الطائرة في عام 1966، وبنيت حوالي 300 طائرة طوال فترة إنتاجها والتي انتهت في عام 1972. وفشلت أن-14 لتحل محل الطائرة ذات السطحين والأكثر نجاحا أنتونوف أن-2، والتي تم تصنيعها حتى عام 1990، (أنتونوف أن-2، مازالت تصنع عند وحسب الطلب). خليفة أن-14، هي الطائرة أنتونوف أن-28 والتي مازالت تنتج مع محركات دفع مروحية توربينية، في مصانع (PZL Mielec) في بولندا تحت أسماء (PZL M28 Skytruck) و (PZL M28B Bryza).

## المشغلين
أفغانستان
- سلاح الجو الأفغاني عملت 12 في الفترة من 1985 حتى 1991.

 بلغاريا
- القوات الجوية البلغارية

 ألمانيا الشرقية
- سلاح جو جيش الشعب الوطني

 منغوليا
- القوات المسلحة المنغولية- تعمل 2 من أوائل عقد 1970 حتى 1980

 غينيا
- جيش غينيا

 الاتحاد السوفيتي
- القوات الجوية السوفيتية
- إيروفلوت

## مواصفات (An-14)
البيانات من Soviet Transport Aircraft since 1945
الخصائص العامة
- الطاقم: two
- السعة: 6–8 passengers or 720 kg (600 kg) cargo
- الطول: 11.36 m (37 ft 3 in)
- باع الجناح: 21.99 m (72 ft 1¾ in)
- الارتفاع: 4.63 m (15 ft 2¼ in)
- مساحة الجناح : 39.72 m² (427.5 ft²)
- نسبة باعية (جناح): 12.15:1
- الوزن فارغة: 2,600 kg (5,732 lb)
- الوزن محملة: 3,450 kg (7,606 lb)
- وزن الإقلاع الأقصى: 3,600 kg (7,936 lb)
- محرك الطائرة: 2 × إفتشنكو ايه أي-14RF محرك مبرد بالهواء محرك شعاعيs, 224 kW (300 hp)  الواحد

الأداء
- سرعة العبور: 180 km/h (97 knots, 112 mph)
- مدى (طائرة): 650 km (350 ميل بحري,  564 mi)
- سقف الخدمة: 5,000 m (16,400 ft)

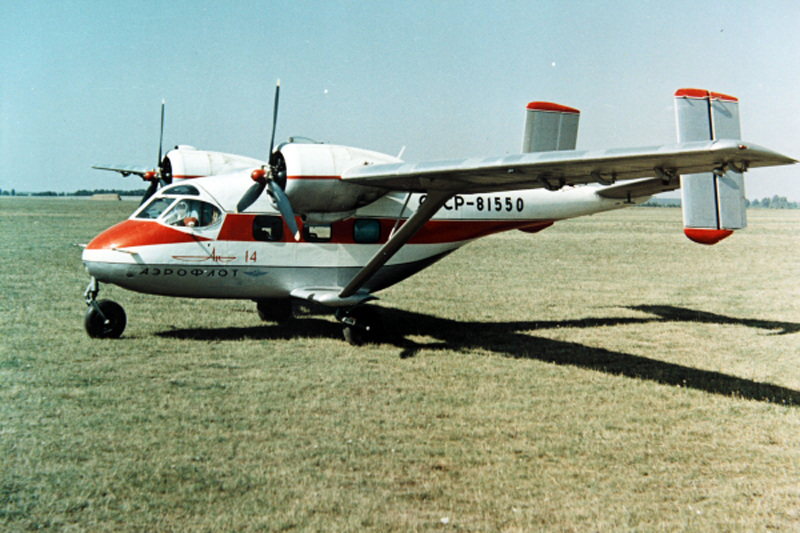
An-14

- Landing Speed:  80 km/h (43 knots, 50 mph)
- Landing Roll: 110 m (360 ft)
- Takeoff Roll:  100–110 m (328–360 ft)
- Cabin size: 3.1 x 1.53 x 1.6 m (10 ft 2 in x 5 ft x 5 ft 3 in)

## وصلات خارجية
- Walkaround An-14 from Aviatechnical museum, Lugansk, Ukraine
- Walkaround An-14 from Civil Aviation Museum, Ulyanovsk, Russia